# 世界
世界（、英: World、梵: loka-dhaatu、羅: mundus）とは、以下の概念を指す。

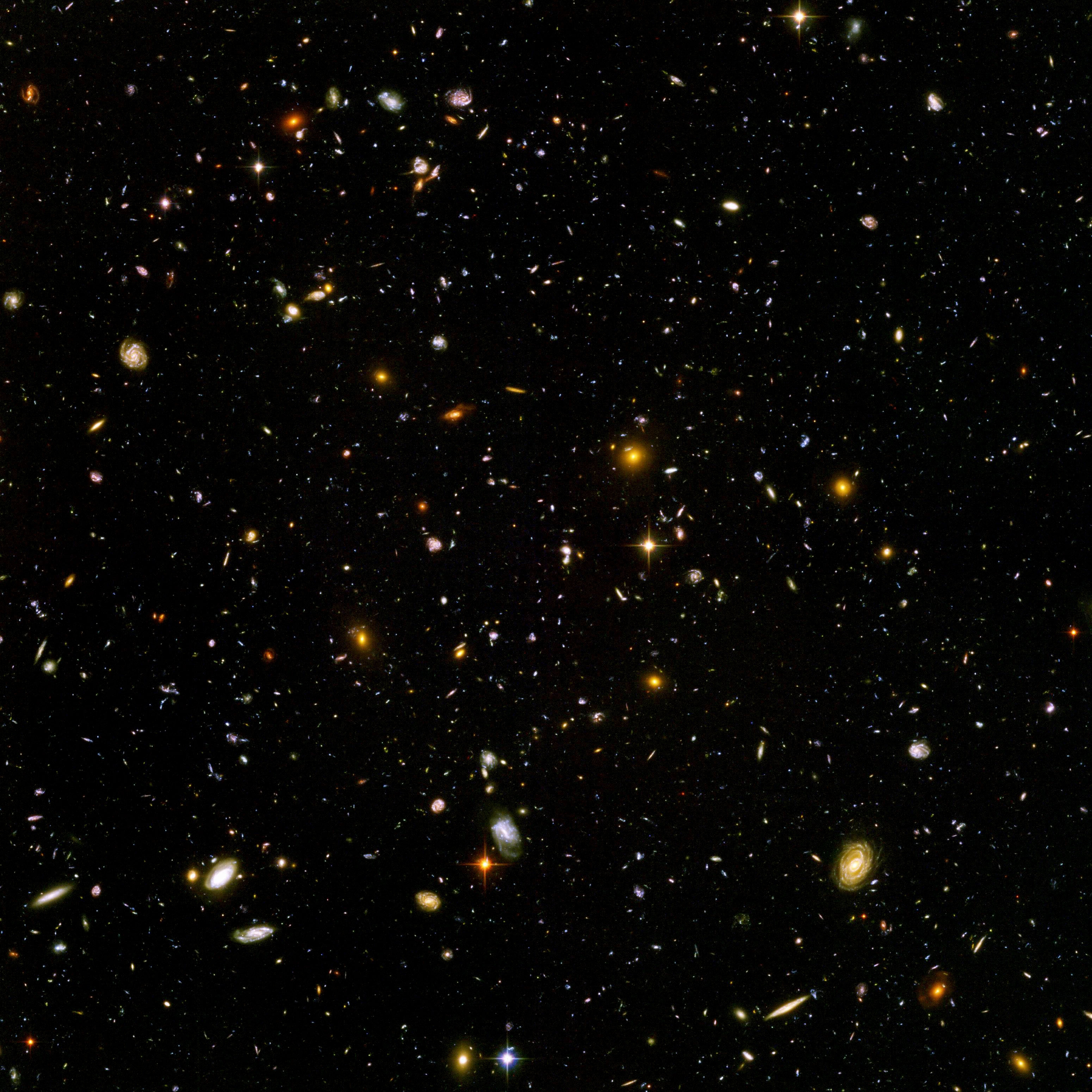
ハッブル宇宙望遠鏡が捉えた物理的な世界の画像（2003-4年の間）

- 地球上の人間社会のすべて[1]。人間の社会全体。限定された社会ではなく、全ての社会の集合、全人類の社会を指す[2]。地球上の全ての国[2]。万国の意。特定の一国ではなく全ての国々ということ。報道・政治等で多用される用法。例：「世界のトヨタ」「世界経済」「世界の歴史」「世界人口」「世界の地理」。類義語に「国際」や「グローバル」。
- 海外や外国と言う意味 - 上記の意味から文脈上の自国を除いた部分。
- 世の中[1]。人の住むところ[1]。例：「世界が狭い」。類義語に「世間」。
- すべての有限な事物や事象の全体[2]。宇宙[2]。
- 特定の範囲[1]。例：「勝負の世界」。
- 同類の者の集まり[1]、またその社会。例：「学者の世界[1]」「役者の世界」「芸術家の世界」。
- 特定の文化・文明を共有する人々の社会やそのまとまりを指す。「キリスト教世界」「イスラム世界」。また「第一世界」「第二世界」「第三世界」のように冷戦体制下で見られた陣営ごとの国々のまとまりを指すこともある。
- 歌舞伎や浄瑠璃で、特定の時代・人物による類型[1]。例：「義経記の世界[1]」。
- （仏教用語、loka-dhaatu）  宇宙の中のひとつの区域で、一仏の教化する領域[1]。例:「三千大千世界[1]」「娑婆世界[1]」。
- 生物が外界を認識する過程で主観体験として構築する「環世界」など。

## 概説
実用上は人類が定常的に活動している物理的な領域の全体を指すことが多い（「世界的〇〇」や「世界各国」など）が、それ以外にも上述のように「世界」という言葉は多義的に用いられる。主として何らかの社会と関連のある空間を意味する多義的な言葉である。人間など命あるものと関連づけられた、社会的、政治的、経済的ないし人文地理的概念として用いられることが多い。
類義語にあたる「社会」では、集団や共同体に焦点が当てられており、縁故等の対人関係までが連想される。「世界」は空間概念としては現代では（人々の活動範囲が広がったため）「地球上の全地域」を意味することが多いが、「地球」は日本語では人類の活動の場という意味合いをあまり含めず、自然科学的側面からみた物体や物理的空間としての用例が多い。今後、人類の定常的な活動が宇宙にも拡がった場合、「世界」に含める物理的な領域が宇宙空間や他の惑星にも拡張される可能性がある。
世界、および、世界における人間のありかたについての、まとまった考え方のことを「世界観」と呼んでいる。人生観とも部分的に重なるが、人生観よりも広い範囲を指し、人生観同様、多分に情緒的な評価づけを含んでいる。なお、「世界像」は世界観とは異なり、世界を外から眺めるような態度であり、そこでは、世界はあくまでも知的、客観的な分析の対象である。ただし、世界像はしばしばその時代に応じた検証を受け、伝統的な世界観を突き崩し、新しい世界観の知的基盤となることがある。言い換えれば、世界観とは各時代の各地に住む人びとの生活体験や伝統的な観念を基礎とし、知的体系としての世界像とむすびついて、各人の生き方や行動の指針となる考え方という意味である。
人間界の個人や集団が所属ないし活動する、物理的・社会的・心理的な領域を指して用いられることが多いが、人間以外の生物のそれ、あるいは非生物や抽象的事象の領域等に対して用いられることもある。本稿においては、主に人間界のそれについて述べる。

## 語の由来と歴史
日本語の「世界」は、インドから中国を経て漢語として日本に伝来した来歴を有している。
源流となっているサンスクリットはローカダートゥ（loka-dhaatu）である。"loka "は、「空間」や「（林の中の）木の無い場所」「空き地」のようなものを意味していた。"dhaatu "は界を意味する。"loka-dhaatu "は仏教用語として用いられた歴史があり、「命あるものが生存し輪廻する空間で、そこにおいて一仏が教えを広める空間」を意味する。
このサンスクリットが漢語訳されたとき「世界」となった。「世」には時間の観念に重きをおいた字であり、「界」は空間に重きをおいた字であり、「世界」とは、時間と空間の両方に配慮した訳語である。ある経典では、東西南北上下が界であり、過去・現在・未来の三世が世である、といった主旨のことが述べられている。
中国においては、当初は仏教用語であった「世界」であったが、詩歌の分野において（特に唐詩において）次第に「世の中」や「世間」といった意味で使用されるようになった。これらの歴史が積み重なった状態で日本にももたらされ、『竹取物語』などでも「世の中」「世間」の意味で「世界」の語が用いられている。
西洋に目を向けてみると、古代ギリシア語では「kosmos」コスモス　という言葉が用いられ、この語は《世界》を意味しつつ、《美しい飾り》や《秩序》という意味も備えていた。つまり、《カオス》という概念と対比されつつ、《美しい秩序をそなえた世界》を意味していた。このようにギリシア〜西洋においては、世界の概念は、秩序と関連づけられる面がことさら重視されたらしい。『ヨハネによる福音書』においても、「言葉は世（コスモス）にあった。世は言葉によって成ったが、世は言葉を認めなかった」とある。最初の二つの「世」（コスモス）は、神によって創造され神的秩序をそなえた世のことを指しており、3番目の「世」は人間によって秩序を与えられた世間を指している、という。そしてアウグスティヌスはこのくだりに基づいて、mundus（ラテン語で「世界」）を、被造物の全体としての世界と、世俗的な世間としての世界を区別して考えたという。

『世界図屏風』のもととなったマテオ・リッチの『坤輿万国全図』

江戸時代になって、当時の世界地図をもとにした『世界図屏風』が広く流布したが、ここにおける「世界」は今日の用例と同じ、「地球」「万国」の意味である。1867年（慶応2年）初版のジェームス・カーティス・ヘボンの『和英語林集成』では、これを踏襲して、地球、万国の意としての「世界」の語がみえる。また、井上哲次郎らの編集による『哲学字彙』（1912）には、world、cosmosの訳語として、「宇宙」とともに「世界」をもあてている。
堺屋太一は、チンギス・ハーンによって「世界」がはじめて意識されるようになったとしている。堺屋によれば、チンギス・ハーン自身が「東洋と西洋は1つ」という世界観をもっており、大量報復思想、信仰の自由とともに「ジンギスカンの三大発明」と呼んでいる。

なお、世界にかかわりの深い用語である「国際化（Internationalization）」は、17世紀ヨーロッパで成立し、その後世界的に拡大した主権国家体制の存在を前提にしている。それに対し、「グローバル化（Globalization）」は政治や文化、経済上の国境にとらわれない動きである。すなわち、前者では国境の役割は依然大きく、たとえば文物が国境を通過することは監視すべきものとされるが、後者ではそもそも監視すべきではなく、秘匿性が重要な価値観のひとつとして考慮されている。国際化あるいはグローバル化の進展によって、各領域、各分野においてトランスナショナルな関係も広がっている。現代においては、経済におけるグローバル化の進展とともに、とくに政治領域における地域化（Regionalization）の進展も顕著である。なお、歴史的には、地域相互の間の関係を称するのに「域際（Interregional）」の語も多用されてきた。17世紀のオランダは域際貿易や域際交流において重要な役割を果たしてきたといわれる。

## 世界の諸地域

### 半球による二分
- 赤道を基線として → 北半球・南半球
- 本初子午線を基線として → 東半球・西半球
- 陸と海の割合をもとにして → 陸半球・水半球

### 大局的な分類
- アフロ・ユーラシア（ユーシリカ）
  - ユーラシア
    - アジア
    - ヨーロッパ

  - アフリカ
- アメリカ（南北アメリカ）
  - 北アメリカ
    - アングロアメリカ

  - ラテンアメリカ
    - 中央アメリカ
    - 南アメリカ
- オセアニア
  - オーストラリア
- 北極
- 南極

### 局地的な分類
- 環太平洋・環大西洋
- 北極圏・南極圏・赤道地帯
- 極東・中東・近東・中近東

### 大州
- ヨーロッパ州 → 北ヨーロッパ・西ヨーロッパ・東ヨーロッパ・南ヨーロッパ
- アジア州 → 北アジア・中央アジア・南アジア・東アジア・東南アジア・西アジア
- アフリカ州 → 北アフリカ・中部アフリカ・東アフリカ・南部アフリカ・西アフリカ
- 北アメリカ州 → 北アメリカ・中央アメリカ・カリブ海地域
- 南アメリカ州 → 南アメリカ
- オセアニア州 → ポリネシア・メラネシア・ミクロネシア・オーストララシア

## 国際機関・組織
現在活動中の主な国際機関・国際組織・非政府組織。
- 国際連合（UN）
  - 国際連合児童基金（UNICEF）
  - 国際労働機関（ILO）
  - 国際連合教育科学文化機関（UNESCO）
  - 国際通貨基金（IMF）
  - 世界銀行（WB）
  - 世界保健機関（WHO）
  - 世界気象機関（WMO）
  - 国際司法裁判所（ICJ）
- 世界貿易機関（WTO）
- 経済協力開発機構（OECD）
- 国際原子力機関（IAEA）
- 国際連合世界食糧計画（WFP）
- G7（主要国首脳会議）
- G20（20ヶ国・地域首脳会合および20ヶ国・地域財務大臣・中央銀行総裁会議）
- 欧州連合（EU）
- 欧州評議会（CE）
- 欧州安全保障協力機構（OSCE）
- 北大西洋条約機構（NATO）
- アジア太平洋経済協力（APEC）
- 石油輸出国機構（OPEC）
- アラブ石油輸出国機構（OAPEC）
- アフリカ連合（AU）
- アラブ連盟（AL）
- イスラム諸国会議機構（OIC）
- 東南アジア諸国連合（ASEAN）
- 独立国家共同体（CIS）
- イギリス連邦（UK）
- 朝鮮半島エネルギー開発機構（KEDO）
- 米州機構（OAS）
- 南アジア地域協力連合（SAARC）
- 中部アフリカ諸国経済共同体（CEEAC）
- 中部アフリカ経済通貨共同体（CEMAC）
- 南部アフリカ開発共同体（SADC）
- 環インド洋連合（IORA）

### NGO（非政府組織）
- 赤十字社・国際赤十字赤新月社連盟・赤十字国際委員会
- 国際標準化機構
- アムネスティ・インターナショナル
- 国境なき医師団
- 地雷禁止国際キャンペーン
- 難民を助ける会
- グリーンピース

## その他
- 1960〜1980年代の日本で、世界的な名声を得た日本人に対し、「世界の○○」という呼び名がよく用いられた。「世界の王」（王貞治）、「世界の馬場」（ジャイアント馬場）、「世界のミフネ」（三船敏郎）、「世界のナベサダ」（渡辺貞夫）など。これを元ネタにしたのが世界のナベアツである。